# Falcatifolium taxoides
Falcatifolium taxoides é uma espécie de conífera da família Podocarpaceae.
Apenas pode ser encontrada no seguinte país: Nova Caledónia.